# Spencerville, Ohio
Spencerville là một làng thuộc quận Allen, tiểu bang Ohio, Hoa Kỳ. Năm 2010, dân số của làng này là 2223 người.

## Dân số
- Dân số năm 2000: 2235 người.
- Dân số năm 2010: 2223 người.